# Левенталь, Валерий Яковлевич
Вале́рий Я́ковлевич Левента́ль (17 августа 1938, Москва, СССР — 8 июня 2015, Балтимор, штат Мэриленд, США) — советский и российский сценограф

, художник-живописец, педагог. Народный художник СССР (1989), действительный член РАХ (1997). Лауреат Государственной премии РФ (1994).

## Биография
В 1962 году окончил художественный факультет ВГИКа в Москве. Учился у Ю. И. Пименова, Б. В. Дубровского-Эшке, М. М. Курилко-Рюмина.
В 1963 году дебютировал в качестве театрального художника, оформив спектакли в Московском драматическом театре им. М. Н. Ермоловой и в Московском музыкальном театре им. К. С. Станиславского и Вл. И. Немировича-Данченко.
С 1965 года — художник-постановщик Большого театра, в 1988—1995 годах — его главный художник.
Начиная с 1979 года много работал во МХАТе, а после раздела театра в 1987 году — в МХТ им. Чехова. Оформил спектакли по пьесам А. Гельмана, М. Рощина, С. Мрожека, А. Островского, а также чеховские постановки О. Ефремова: «Чайку», «Дядю Ваню», «Вишнёвый сад» и «Три сестры».
Оформлял спектакли и за рубежом, как в драматических, так и в музыкальных театрах, в том числе в «Ла Скала» (Милан) и «Коммунале» (Флоренция).
Работал в станковой живописи: портреты, пейзажи, натюрморты. Исполнил декоративные и живописные панно для частных коллекций в штате Нью-Джерси (США, 2003).
Произведения находятся в собраниях Государственной Третьяковской галереи, ГЦТМ им. А. А. Бахрушина, Музея музыкальной культуры им. М. И. Глинки.
Художник-постановщик кинофильмов: «Прощайте, голуби!» (1960), «Ночь на Ивана Купалу» (1967) и других.
Преподавал в Школе-студии МХАТ, где был первым  руководителем отделения  по специальности «художник-постановщик театра» кафедры художественного оформления спектакля (1982—1995).Профессор (1990г). Прочитал курс лекций по сценографии в Йельском университете (США, 1991—1992).
Последняя работа в Большом театре — детская опера «История Кая и Герды» в 2014 году.
Академик РАХ (1997; член-корреспондент с 1988). Член Союза художников СССР, России (1964).
Последние годы жил в Америке, где жили его дочь и внук, преподавал в Йельском университете, занимался живописью.
Cкончался 8 июня 2015 года в Балтиморе (США) в клинике Джонса Хопкинса. Похоронен неподалёку от Балтимора (штат Мэриленд), где он жил на своей ферме.
В феврале 2016 года, после смерти художника, были представлены последние сделанные им декорации в балете «Дон Кихот» Л. Минкуса.

## Награды и звания
- Заслуженный художник РСФСР (1976)
- Народный художник РСФСР (1982)
- Народный художник СССР (1989)
- Заслуженный деятель культуры Республики Польша (2010)[7]
- Государственная премия Российской Федерации (1994)
- Орден Дружбы (1999) — за заслуги в области культуры и искусства, большой вклад в укрепление дружбы и сотрудничества  между народами, многолетнюю плодотворную работу[8]
- Орден «Кирилл и Мефодий» II степени (НБР, 1976)
- Серебряная медаль АХ СССР(1978)
- Золотая медаль РАХ (2004)
- Международная театральная премия им. К. С. Станиславского (1997)
- Орден «За служение искусству» (РАХ, 2013)
- Почётный профессор ВГИКа (2006)

## Постановки

#### Государственный Академический Большой театр
- 1965 — «Цветик-семицветик» Е. Крылатова. Хореограф-постановщик — О. Тарасова. Дирижёр-постановщик — К. Кольчинская (премьера — 30 мая 1965)
- 1966 — «Мадам Баттерфляй» («Чио-Чио-сан») Дж. Пуччини. Режиссёр — О. Моралёв. Дирижёр-постановщик — М. Эрмлер (премьера — 26 ноября 1966)
- 1967 — «Асель» В. Власова. Хореограф-постановщик — О. Виноградов. Дирижёр-постановщик — А. Жюрайтис (премьера — 7 февраля 1967)
- 1969 — «Снежная королева» М. Раухвергера. Режиссёр — Н. Никифоров, И. Туманов. Дирижёр-постановщик — М. Эрмлер (премьера — 22 марта 1969)
- 1970 — «Семён Котко» С. Прокофьева. Режиссёр — Б. Покровский. Дирижёр-постановщик — Ф. Мансуров (премьера — 4 апреля 1970)
- 1971 — «Тоска» Дж. Пуччини. Режиссёр — Б. Покровский. Дирижёр-постановщик — М. Эрмлер (премьера — 25 мая 1971)
- 1972 — «Анна Каренина» Р. Щедрина. Хореограф-постановщик — М. Плисецкая, В. Смирнов-Голованов, Н. Рыженко. Дирижёр-постановщик — Ю. Симонов (премьера — 10 июня 1972)
- 1974 — «Озарённость» А. Пахмутовой. Хореограф-постановщик — В. Смирнов-Голованов, Н. Рыженко. Дирижёр-постановщик — А. Копылов (премьера — 16 февраля 1974)
- 1974 — «Игрок» С. Прокофьева. Режиссёр — Б. Покровский. Дирижёр-постановщик — А. Лазарев (премьера — 7 апреля 1974)
- 1975 — «Зори здесь тихие» К. Молчанова. Режиссёр — С. Штейн. Дирижёр-постановщик — А. Лазарев (премьера — 11 апреля 1975)
- 1976 — «Икар» С. Слонимского. Хореограф-постановщик — В. Васильев. Дирижёр-постановщик — Э. Клас (премьера — 14 декабря 1976)
- 1976 — «Моцарт и Сальери» Н. Римского-Корсакова. Режиссёр — Г. Панков. Дирижёр-постановщик — Г. Рождественский (премьера — 26 декабря 1976)
- 1977 — «Похищение луны» О. Тактакишвили. Режиссёр — Б. Покровский. Дирижёр-постановщик — А. Лазарев (премьера — 25 марта 1977)
- 1977 — «Чиполлино» К. Хачатурян. Хореограф-постановщик — Г. Майоров. Дирижёр-постановщик — А. Копылов (премьера — 16 апреля 1977)
- 1977 — «Мёртвые души» Р. Щедрина. Режиссёр — Б. Покровский. Дирижёр-постановщик — Ю. Темирканов (премьера — 7 июня 1977)
- 1978 — «Отелло» Дж. Верди. Режиссёр — Б. Покровский. Дирижёр-постановщик — Е. Светланов (премьера — 24 января 1978)
- 1978 — «Так поступают все женщины» В. А. Моцарта. Режиссёр — Н. Касаткина, В. Василёв. Дирижёр-постановщик — Ю. Симонов (премьера — 3 марта 1978)
- 1979 — «Революцией призванный» («Лениниана») Э. Лазарева. Режиссёр — Б. Покровский. Дирижёр-постановщик — Ю. Симонов (премьера — 24 апреля 1979)
- 1980 — «Чайка» Р. Щедрина. Хореограф-постановщик — М. Плисецкая. Дирижёр-постановщик — А. Лазарев (премьера — 27 мая 1980)
- 1980 — «Макбет» К. Молчанова. Хореограф-постановщик — В. Васильев. Дирижёр-постановщик — Ф. Мансуров (премьера — 1 июля 1980)
- 1980 — «Леди Макбет Мценского уезда» («Катерина Измайлова») Д. Шостаковича. Режиссёр — Б. Покровский. Дирижёр-постановщик — Г. Рождественский (премьера — 25 декабря 1980)
- 1981 — «Кармен» Ж. Бизе. Режиссёр — Г. Ансимов. Дирижёр-постановщик — Ю. Симонов (премьера — 25 декабря 1981)
- 1982 — «Обручение в монастыре» («Дуэнья») С. Прокофьева. Режиссёр — Б. Покровский. Дирижёр-постановщик — Г. Рождественский (премьера — 26 декабря 1982)
- 1983 — «Маленький принц» Е. Глебова. Хореограф-постановщик — Г. Майоров. Дирижёр-постановщик — А. Копылов (премьера — 18 мая 1983)
- 1985 — «Семён Котко» (возобновление постановки 1970 года) С. Прокофьева. Режиссёр — Б. Покровский. Дирижёр-постановщик — Ю. Симонов (премьера — 29 апреля 1985)
- 1985 — «Дама с собачкой» Р. Щедрина. Хореограф-постановщик — М. Плисецкая. Дирижёр-постановщик — А. Лазарев (премьера — 20 ноября 1985)
- 1986 — «Тимур и его команда» И. Агафонникова. Хореограф-постановщик — А. Петров. Дирижёр-постановщик — А. Лавренюк (премьера — 9 мая 1986)
- 1988 — «Млада» Н. Римского-Корсакова. Режиссёр — Б. Покровский. Дирижёр-постановщик — А. Лазарев (премьера — 25 декабря 1988)
- 1989 — «Риголетто» Дж. Верди. Режиссёр — А. Микк. Дирижёр-постановщик — А. Степанов (премьера — 17 марта 1989)
- 1989 — «Обручение в монастыре» («Дуэнья») (возобновление постановки 1982 года) С. Прокофьева. Режиссёр — Б. Покровский. Дирижёр-постановщик — А. Лазарев (премьера — 19 мая 1989)
- 1989 — «Жизнь за царя» («Иван Сусанин») М. Глинки. Режиссёр — Н. Кузнецов. Дирижёр-постановщик — А. Лазарев (премьера — 25 декабря 1989)
- 1990 — «Орлеанская дева» П. Чайковского. Режиссёр — Б. Покровский. Дирижёр-постановщик — А. Лазарев (премьера — 28 апреля 1990)
- 1990 — «Ночь перед Рождеством» Н. Римского-Корсакова. Режиссёр — А. Титель. Дирижёр-постановщик — А. Лазарев (премьера — 26 декабря 1990)
- 1991 — «Чиполлино» К. Хачатурян. Хореограф-постановщик — Г. Майоров. Дирижёр-постановщик — А. Копылов (премьера — 20 апреля 1991)
- 1991 — «Баядерка» Л. Минкуса. Хореограф-постановщик — М. Петипа, Ю. Григорович. Дирижёр-постановщик — А. Копылов (премьера — 15 ноября 1991)
- 1991 — «Евгений Онегин» П. Чайковского. Режиссёр — Б. Покровский. Дирижёр-постановщик — А. Лазарев (премьера — 24 декабря 1991)
- 1993 — «Князь Игорь» А. Бородина. Режиссёр — Б. Покровский. Дирижёр-постановщик — А. Лазарев (премьера — 25 декабря 1993)
- 1994 — «Корсар» А. Адана. Хореограф-постановщик — М. Петипа, Ю. Григорович, К. Сергеев. Дирижёр-постановщик — П. Сорокин (премьера — 16 февраля 1994)
- 1994 — «Алеко» С. Рахманинова. Режиссёр — Н. Кузнецов. Дирижёр-постановщик — А. Лазарев (премьера — 20 мая 1994)
- 1994 — «Скупой рыцарь» С. Рахманинова. Режиссёр — Н. Кузнецов. Дирижёр-постановщик — А. Лазарев (премьера — 20 мая 1994)
- 1994 — «Дон Кихот» Л. Минкуса. Хореограф-постановщик — М. Петипа, Ю. Григорович, А. Горский, К. Голейзовский, Р. Захаров, А. Симачёв. Дирижёр-постановщик — А. Жюрайтис (премьера — 15 декабря 1994)
- 2012 — «Чародейка» П. Чайковского. Режиссёр — А. Титель. Дирижёр-постановщик — А. Лазарев (премьера — 26 июня 2012)
- 2013 — «Дон Кихот» Л. Минкуса. Хореограф-постановщик — М. Петипа, Ю. Григорович. Дирижёр-постановщик — П. Сорокин (премьера — 24 января 2013)
- 2014 — «История Кая и Герды» С. Баневича. Режиссёр — Д. Белянушкин. Дирижёр-постановщик — А. Гришанин (премьера — 28 ноября 2014)
- 2016 — «Дон Кихот» Л. Минкуса. Хореограф-постановщик — А. Фадеечев. Дирижёр-постановщик — П. Сорокин (премьера — 2 февраля 2016)

Московский академический театр сатиры
- 1966 — «Дон Жуан, или Любовь к геометрии» М. Фриша. Режиссёр В. Плучек
- 1967 — «Доходное место» А. Н. Островского. Режиссёр М. Захаров
- 1969 — «Безумный день, или Женитьба Фигаро» П. Бомарше. Режиссёр В. Плучек
- 1970 — «У времени в плену» А. Штейна. Режиссёр В. Плучек
- 1972 — «Ревизор» Н. В. Гоголя. Режиссёр В. Плучек
- 1974 — «Клоп» В. Маяковского. Режиссёр В. Плучек, С. Юткевич (редакция постановки 1955 года)
- 1975 — «Ремонт» М. М. Рощина. Режиссёр В. Плучек
- 1976 — «Горе от ума» А. С. Грибоедова. Режиссёр В. Плучек
- 1980 — «Трёхгрошовая опера» Б. Брехта. Режиссёр В. Плучек
- 1991 — «Идеальный муж» О. Уайльда. Режиссёр В. Плучек
- 1984 — «Вишневый сад» А. П. Чехова. Режиссёр В. Плучек
- 1994 — «Укрощение строптивой» У. Шекспира. Режиссёр В. Плучек (премьера – 18 ноября 1994)

Театр на Таганке
- 1975 — «Вишнёвый сад» А. П. Чехова, Режиссёр А. В. Эфрос

Московский драматический театр на Малой Бронной
- 1975 — «Женитьба» Н. В. Гоголя. Режиссёр А. В. Эфрос
- 1979 — «Дорога» по «Мёртвым душам» Н. В. Гоголя. Режиссёр А. В. Эфрос
- 1982 — «Три сестры» А. П. Чехова. Режиссёр А. В. Эфрос

МХАТ и МХТ им. Чехова
- 1979 — «Мы, нижеподписавшиеся» А. И. Гельмана. Режиссёр О. Н. Ефремов (премьера — 3 марта 1979)
- 1980 — «Чайка» А. П. Чехова. Режиссёр О. Н. Ефремов, В. Н. Сергачев (премьера — 9 июля 1980)
- 1984 — «Скамейка» А.И. Гельмана. Режиссёр О. Н. Ефремов, М. Д. Мокеев (премьера – 4 октября 1984)
- 1985 — «Дядя Ваня» А. П. Чехова. Режиссёр О. Н. Ефремов (премьера – 27 февраля 1985)
- 1986 — «Чокнутая» (Зинуля) А. И. Гельмана. Режиссёр О. Н. Ефремов, Н. Л. Скорик (премьера – 27 марта 1986)
- 1987 — «Перламутровая Зинаида» М. М. Рощина. Режиссёр О. Н. Ефремов, Режиссёр: Н. Л. Скорик (премьера – 1 ноября 1987)
- 1988 — «Московский хор» Л. С. Петрушевской. Режиссёр О. Н. Ефремов, Р. А. Сирота (премьера – 27 октября 1988)
- 1989 — «Варвары» М. Горького. Режиссёр О. Н. Ефремов, И. П. Власов (премьера – 8 апреля 1989)
- 1989 — «Вишнёвый сад» А. П. Чехова. Режиссёр О. Н. Ефремов, Н. Л. Скорик (премьера – 15 декабря 1989)
- 1995 — «Любовь в Крыму» С. Мрожека. Режиссёр Р. Е. Козак (премьера – 21 марта 1995)
- 1996 — «Гроза» А. Н. Островского. Режиссёр Д. В. Брусникин (премьера – 23 марта 1996)
- 1997 — «Три сестры» А. П. Чехова. Режиссёр О. Н. Ефремов, Н. Л. Скорик (премьера – 25 февраля 1997)
- 2000 — «Венецианский антиквар» К. Гольдони. Режиссёр Н. М. Шейко (премьера – 22 декабря 2000)
- 2002 — «Священный огонь» С. Моэма. Режиссёр С. А. Врагова (премьера – 15 января 2002)
- 2002 — «Вечность и ещё один день» М. Павича. Режиссёр В. С. Петров (премьера – 21 апреля 2002)
- 2011 — «Школа злословия» Р. Шеридана. Режиссёр В. М. Бейлис (премьера – 28 декабря 2011)

Государственный академический Малый театр России
- 1974 — «Гроза» А. Н. Островского. Режиссёр Б. А. Бабочкин (премьера – 18 октября 1974)
- 1993 — «Дядя Ваня» А. П. Чехова. Режиссёр С. А. Соловьёв (премьера – 25 мая 1993)
- 2006 — «Мария Стюарт» Ф. Шиллера. Режиссёр  В. Н. Иванов (премьера – 4 февраля 2006)
- 2014 — «Золушка» Е. Л. Шварца. Режиссёр  В. Н. Иванов (премьера – 5 октября 2014)

Московский драматический театр имени А. С. Пушкина
- 2002 — «Черный принц» по роману А. Мёрдок.Режиссёр Р. Козак (премьера – 25 октября 2002)
- 2003 — «Наваждение» Александра Галина. Режиссёр Р. Козак (премьера – 31 октября 2003)